# Началото
„Началото“ е български игрален филм от 2005 година на режисьора Мира Рахнева.

## Актьорски състав
Не е налична информация за актьорския състав.